# Jeffrey Sarpong
Jeffrey Nana Darko Sarpong (Amsterdam, 3 augustus 1988) is een Nederlands betaald voetballer van Ghanees-Nigeriaanse afkomst die doorgaans als aanvallende middenvelder speelt.

## Carrière

### Ajax
Sarpong heeft een Ghanese vader en een Nigeriaanse moeder. Zijn profcarrière kwam van de grond doordat hij een brief stuurde naar het televisieprogramma Willem Wever met de vraag hoe hij bij Ajax kon gaan spelen. Het programma bracht hem naar de jaarlijkse Ajax-talentendagen, waar hij genoeg opviel om opgenomen te worden in de E-jeugd van de club. Sarpong verliep vervolgens alle jeugdelftallen van de club en maakte regelmatig deel uit van Nederlandse nationale selecties in zijn leeftijdsklasses.
Sarpong maakte zijn profdebuut tijdens de KNVB bekerwedstrijd FC Eindhoven - Ajax (1-6), toen hij in de 75e minuut inviel voor Angelos Charisteas. Zijn competitiedebuut maakte hij in de wedstrijd Feyenoord - Ajax (3-2) toen hij inviel voor Wesley Sneijder. Zijn eerste competitiedoelpunt maakte hij tegen aartsvijand Feyenoord, op 21 september 2008.

### Verhuur aan N.E.C.
Sarpong verkaste op 31 december 2009 voor een half jaar op huurbasis naar N.E.C., dat daarbij een optie tot koop bedong. In zijn veertien competitiewedstrijden in Nijmegen maakte Sarpong geen doelpunten. Hij gaf wel een aantal assists. Op donderdag 13 mei 2010 maakte N.E.C. bekend de optie tot koop van Sarpong niet te lichten. Hij keerde daarop terug naar Ajax.

### Real Sociedad
Op 22 augustus 2010 werd bekend dat Sarpong naar Real Sociedad vertrok, waar hij een driejarig contract ondertekende. Ajax ontving een transfersom van 200.000 euro.
Zijn debuut voor Real Sociedad maakte hij in de 1-0 gewonnen thuiswedstrijd tegen Espanyol.
In de daaropvolgende wedstrijd scoorde hij meteen voor zijn nieuwe werkgever. Real Sociedad stond met 2-0 achter maar Sarpong bracht in de 78ste minuut de spanning weer terug door 2-1 aan te tekenen. Het maakte uiteindelijk niet veel uit want Real Sociedad verloor alsnog met 2-1. Op 31 januari 2012 werd hij tot het einde van het seizoen verhuurd aan NAC Breda. De eerste helft van het seizoen 2012/13 werd hij verhuurd aan Hércules CF. Per 1 januari 2013 liet hij zijn contract bij Sociedad ontbinden.

### NAC
Sarpong tekende op 1 juli 2013 een definitief contract tot medio 2016 bij NAC Breda. Zijn eerste goal in vaste dienst van NAC maakte hij op 15 september 2013, in een uitduel met Roda JC. Sarpong maakte de vijfde en laatste treffer voor de Bredanaren in het met 1-5 gewonnen duel. Hij speelde in twee seizoenen 58 wedstrijden voor NAC, waarmee hij in 2015 degradeerde uit de Eredivisie. Sarpong kocht daarop zelf zijn nog één jaar doorlopende verbintenis af om transfervrij op zoek te kunnen naar een andere club.

### Wellington Phoenix FC
Sarpong tekende op 24 augustus 2015 een contract bij Wellington Phoenix, op dat moment actief in de A-League.
Op 31 januari 2016 werd dat contract ontbonden.

### Latere carrière
Tussen 2016 en 2017 speelde Sarpong in Griekenland voor PAE Veria. In 2017 ging Sarpong in Turkije spelen bij Elazığspor. In mei 2018 mocht hij vertrekken. In het seizoen 2018/19 speelde Sarpong bij het Griekse Skoda Xanthi. Hierna zat hij een tijdje zonder club. In januari 2021 werd hij afgetest bij het Finse FC Haka. Op 9 februari 2021 ondertekende hij een contract bij FK Panevėžys in Litouwen.

## Clubstatistieken
| Seizoen         | Club               | Competitie         | Competitie | Competitie | Beker | Beker | Internationaal | Internationaal | Overig | Overig | Totaal | Totaal |
| Seizoen         | Club               | Competitie         | Wed.       | Dlp.       | Wed.  | Dlp.  | Wed.           | Dlp.           | Wed.   | Dlp.   | Wed.   | Dlp.   |
| --------------- | ------------------ | ------------------ | ---------- | ---------- | ----- | ----- | -------------- | -------------- | ------ | ------ | ------ | ------ |
| 2005/06         | Ajax               | Eredivisie         | 9          | 0          | 1     | 0     | 0              | 0              | -      | -      | 10     | 0      |
| 2006/07         | Ajax               | Eredivisie         | 0          | 0          | 1     | 0     | 0              | 0              | -      | -      | 1      | 0      |
| 2007/08         | Ajax               | Eredivisie         | 1          | 0          | 0     | 0     | 1              | 0              | 3      | 0      | 5      | 0      |
| 2008/09         | Ajax               | Eredivisie         | 10         | 1          | 1     | 0     | 4              | 1              | -      | -      | 14     | 2      |
| 2009/10         | Ajax               | Eredivisie         | 0          | 0          | 0     | 0     | 0              | 0              | -      | -      | 0      | 0      |
| 2009/10         | → N.E.C.           | Eredivisie         | 15         | 0          | 0     | 0     | 0              | 0              | -      | -      | 15     | 0      |
| 2010/11         | Ajax               | Eredivisie         | 0          | 0          | 0     | 0     | 1              | 0              | -      | -      | 1      | 0      |
| 2010/11         | Real Sociedad      | Primera División   | 16         | 1          | 2     | 1     | 0              | 0              | -      | -      | 18     | 2      |
| 2011/12         | Real Sociedad      | Primera División   | 3          | 0          | 0     | 0     | 0              | 0              | -      | -      | 3      | 0      |
| 2011/12         | → NAC Breda        | Eredivisie         | 11         | 1          | 0     | 0     | 0              | 0              | -      | -      | 11     | 1      |
| 2012/13         | → Hércules CF      | Segunda División A | 13         | 1          | 1     | 0     | 0              | 0              | -      | -      | 14     | 1      |
| 2013/14         | NAC Breda          | Eredivisie         | 30         | 2          | 2     | 0     | 0              | 0              | -      | -      | 32     | 2      |
| 2014/15         | NAC Breda          | Eredivisie         | 28         | 2          | 3     | 1     | 0              | 0              | 2      | 0      | 33     | 3      |
| 2015/16         | Wellington Phoenix | A-League           | 13         | 0          | 0     | 0     | 0              | 0              | -      | -      | 13     | 0      |
| 2016/17         | PAE Veria          | Super League       | 24         | 5          | 1     | 0     | 0              | 0              | -      | -      | 25     | 5      |
| 2017/18         | Elazigspor         | TFF 1. Lig         | 19         | 1          | 1     | 0     | 0              | 0              | -      | -      | 20     | 1      |
| 2018/19         | Skoda Xanthi       | Super League       | 21         | 1          | 0     | 0     | 0              | 0              | -      | -      | 22     | 1      |
| Carrière totaal | Carrière totaal    | Carrière totaal    | 213        | 15         | 14    | 2     | 6              | 1              | 5      | 0      | 238    | 18     |

## Erelijst
Ajax
- KNVB beker

2005/06, 2006/07
- Johan Cruijff Schaal

2007